# مانلی (نبراسکا)
مانلی(به انگلیسی: Manley) شهری در ایالت نبراسکا کشور ایالات متحده آمریکا است که جمعیت آن در سرشماری سال ۲۰۱۰ میلادی، ۱۷۸ نفر بوده‌است.